# San Martín de Boniches
San Martín de Boniches – gmina w Hiszpanii, w prowincji Cuenca, w Kastylii-La Mancha, o powierzchni 69,77 km². W 2011 roku gmina liczyła 48 mieszkańców.